# Croix Maury
La Croix Maury est une croix du XVIe siècle située sur la commune d'Houtaud dans le département français du Doubs.

## Localisation
La croix est située dans le prolongement de la rue des moutures, à l'intersection d'un chemin d'exploitation sur la commune de Houtaud.

## Histoire
La croix semble avoir été érigée aux XVIe siècle. Classée une première fois en 1949, la croix a été déclassée pour être inscrite aux monuments historiques le 22 novembre 1993.

## Description
D'une hauteur de 4,5 mètres, la croix représente un christ en croix. Le gros œuvre est en calcaire et pierre de taille.